# 呂坤
呂 坤（りょ こん、1536年 - 1618年）は、明代の儒学者・哲学者。字は叔簡。雅号は新吾（『明儒学案』では心吾）・抱独居士・沙随夫子・去偽斎。本貫は帰徳府寧陵県。

## 生涯
幼少期は頭が悪く、文章を素読することさえままならなかったが、無暗に読むことよりも心を澄ませて身に付けることを心掛けてからは（澄心体認）、15歳で五経の書を通読することが出来た。殊に哲学書（性理学の書）を好んだ。
隆慶5年（1571年）、36歳の時に会試に及第したが、たまたま母を亡くして郷里に帰り、喪に服した。万暦2年（1574年）、39歳で殿試に応じ三甲第50名で進士に及第。襄垣県令に任ぜられた。治め難い土地であったが成績を挙げ、万暦4年（1576年）に大同県令に転任した。ここで彼は横暴な土豪を抑えて厳明な政治を敷いた。
万暦6年（1578年）に吏部主事に抜擢される。それから山東参政、山西按察使、陝西右布政使、右僉都御史・山西巡撫を経て、万暦22年（1594年）、刑部左侍郎にまで昇った。
しかし、その頃満洲では愛新覚羅が勃興し、辺境の情勢は動揺して内政が乱れていた。深憂に堪えなかった呂坤は忌憚無く意見を上奏したところ、役人の讒誣中傷を受けるだけで聞き入れられなかったため、結局病気を理由に自ら官職を退いて、田野に儒学を講じた。
呂坤は宇宙の本源を気とみなし、天地万物は気の集散であると説き、朱熹の理気二元論を二物説として批判した。
呂坤の代表作である『呻吟語』は、その講学生活の中で30年かけて万暦21年（1593年）に書き上げた処世哲学書である。他に、『四礼疑』・『四礼翼』・『交泰韻』・『閏範』・『実政録』・『去偽文集』の著書が残っている。
万暦46年（1618年）、死去した。享年83。